# أراكاتو
أراكاتو (بالبرتغالية: Aracatu‏)؛ بلدية في ولاية باهيا في المنطقة الشمالية الشرقية من البرازيل.